# حمله آربیندا
حمله آربیندا اشاره به رویدادی در ۲۴ دسامبر سال ۲۰۱۹ دارد که گروه بزرگی از شبه‌نظامیان سوار بر موتورسیکلت به غیرنظامیان و یک پایگاه نظامی در شهر آربیندا واقع در استان سُوم حمله کردند. این حمله و نبرد متعاقب آن، چند ساعت به طول انجامید و منجر به کشته شدن ۳۵ غیرنظامی، ۷ سرباز و ۸۰ مهاجم شد. این حمله یکی از مرگبارترین حملات تروریستی در تاریخ بورکینافاسو بود. بعد از این حمله ۲ روز عزای عمومی در بورکینا فاسو اعلام شد.

## حمله
ستیزه‌جویان در آغاز به یک پایگاه نظامی در نزدیکی شهر آربیندا حمله کردند و ۷ سرباز را کشتند. سرانجام این حمله توسط نیروهای امنیتی دفع شد. در جریان درگیری‌ها حدود ۸۰ مهاجم کشته شدند.
در همین زمان، ده‌ها نفر از مهاجمان سوار بر موتور سیکلت به شهر آربیندا حمله کردند و ۳۵ غیرنظامی را کشتند. مهاجمان، بیشتر زنان را هدف حمله قرار دادند، چرا که ۳۱ نفر از مجموع ۳۵ کشته شده غیرنظامی این حادثه، زن بودند. این حملات و نبرد متعاقب آن چند ساعت به طول انجامید، تا اینکه ارتش بورکینافاسو با کمک نیروی هوایی این کشور موفق به عقب راندن شبه نظامیان شد.